# Wiktor Szukalski
Wiktor Szukalski (ur. 1925, zm. 26 listopada 2018) – polski działacz łowiecki, łowczy wojewódzki.

## Życiorys
Od 1976 był członkiem Koła Łowieckiego „Leśnik” – Wrocław. Był między innymi sekretarzem Zarządu Wojewódzkiego Polskiego Związku Łowieckiego, wiceprezesem oraz członkiem Wojewódzkiej Rady Łowieckiej i członkiem Naczelnej Rady Łowieckiej. W 1995 został wyróżniony tytułem członka honorowego Polskiego Związku Łowieckiego.
Zmarł 26 listopada 2018. Został pochowany na Cmentarzu Osobowickim we Wrocławiu.

## Wybrane odznaczenia[2]
- Krzyż Komandorski Orderu Odrodzenia Polski,
- Krzyż Oficerski Orderu Odrodzenia Polski,
- Krzyż Kawalerski Orderu Odrodzenia Polski,
- Złoty Krzyż Zasługi,
- Złoty Medal Zasługi Łowieckiej,
- Srebrny Medal Zasługi Łowieckiej,
- Brązowy Medal Zasługi Łowieckiej,
- Medal „Zasłużony dla Łowiectwa Wrocławskiego”,
- Medal „Zasłużony dla Łowiectwa Dolnośląskiego”,
- Medalem Św. Huberta